# 满铁中央实验所旧址
满铁中央实验所旧址，位于中华人民共和国辽宁省大连市中山区中山路457号，已列为大连市文物保护单位。

## 历史
满铁中央实验所旧址建于日占时期的1907年。

## 保护
2003年9月29日，满铁中央实验所旧址公布为第五批大连市文物保护单位。